# Hargitai Beáta
Huszárné Hargitai Beáta (Győr, 1943. december 17. –) magyar festő- és grafikusművész.

## Élete
Művészeti tanulmányait már Kőszegen, diákévei alatt elkezdte, Faragó László irányításával. A középiskola elvégzése után laboránsként dolgozott nyugdíjazásáig. Tagja a Gyárvárosiak Baráti Köre Egyesületnek.

## Művészete
Bár családjában több festőművész és szobrász is van, az akvarellfestést mégis autodidakta módon, már nyugdíjasként sajátította el. 2002 decemberétől foglalkozik festészettel. Képei akvarellek, a témái szerteágazóak. A virág- és a gyümölcsös csendéletek, portrék, tájkép és épületábrázolás jellemzi. Több közös és egyéni kiállításon szerepelt festményeivel.

## Művei (válogatás)
- Hargitai Beáta festményei
- Kép a falon – Hargitai Beáta
- Festmények videón

## Egyéni kiállításai
- Győr, Beöthy Galéria (2004)
- Hargitai Beáta Szabadon szárnyalva című festménykiállítása (Győr, 2009)
- Gyirmóti Művelődési ház (2013)

## Közös kiállításaiból
- Tradíció a családban kiállítás Győrben (2011)